# بهنام کامرانی
بهنام کامرانی (زادهٔ ۱۳۴۷) نقاش و مجسمه‌ساز و هنرمند تصویری (به انگلیسی: Visual Artist) کیوریتور (نمایشگاه‌گردان)و نویسنده و منتقد هنری اهل ایران است.

## زندگی
بهنام کامرانی به سال ۱۳۴۷ در شیراز به دنیا آمد. پدر او علی محمد کامرانی، فوق لیسانس حقوق، فرهنگی و پیش‌کسوت ورزشی و مادر او ثریا پهلوان پور نیز فرهنگی و نخستین مشوق و راهنمای او در نقاشی بود. دوران ابتدائی راهنمایی و دبیرستان را در شیراز به سر برد و پس چند سال تحصیل در رشتهٔ پزشکی در دانشکده پزشکی شیراز، این دانشکده را ترک کرد تا به علاقهٔ قلبی خود در رشته نقاشی بپردازد. مدرک کارشناسی رشتهٔ نقاشی را از دانشکدهٔ هنرهای زیبای دانشگاه تهران در سال ۱۳۷۴ و سپس فوق لیسانس نقاشی را از دانشگاه هنر تهران در سال ۱۳۷۸ و دکترای رشتهٔ پژوهش در هنر را با پایان‌نامه‌ای دربارهٔ «نقاشی‌های مینیاتور در کتاب‌های طب سنتی» در سال ۱۳۸۸ به پایان رساند.
او در حال حاضر عضو پیوستهٔ انجمن نقاشان، عضو هیئت علمی دانشگاه هنر و عضو شورای نویسندگان فصلنامهٔ هنر فردا است. کامرانی بیش از ۱۴ نمایشگاه انفرادی و بیش از ۳۰۰ نمایشگاه گروهی در ایران، فرانسه، ایتالیا، آلمان، اسپانیا، ژاپن، چین، ارمنستان، ترکیه، سوریه، اردن، آمریکا، سوئیس و یونان برگزار کرده است. او نویسندهٔ کتاب کارگاه نقاشی، کتاب‌های درسی آموزش و پرورش و مقالات و نقدهای متعدد در نشریاتی چون هنر فردا، فصلنامهٔ هنر، حرفه هنرمند، بخارا، تندیس و طاووس است. کامرانی در حال حاضر در تهران زندگی می‌کند و به کار و تحقیق و تدریس مشغول است.
او برنده جایزه برتر از بینال اولین بین‌المللی طراحی موزهٔ هنرهای معاصر تهران و دیپلم افتخار از ترینال پاریس، فرانسه است.

## عضویت‌ها
- هیئت علمی دانشگاه هنر تهران
- عضو انجمن نقاشان ایران
- عضو داوری مسابقه پرس بوک ۱۳۹۰
- عضو گروه پژوهشی هنر تطبیقی – خانه هنرمندان از ۱۳۹۰[۷]
- عضو گروه هنر تطبیقی فرهنگستان هنر از ۱۳۸۵ تا ۱۳۸۹
- عضو شورای نویسندگان هنر فردا از ۱۳۸۸ تاکنون
- عضو گروه ۳۰ + ۱۳۸۳–۱۳۸۶
- عضو شورای نمایشگاه‌های بین‌الملل موزهٔ هنرهای معاصر ۱۳۸۴ تا ۱۳۸۶[۸]
- عضو هیئت داوری مجسمه‌های شهری ۱۳۸۹
- عضو هیئت انتخاب و داوری دوسالانه دامون فر ۱۳۸۹
- عضو هیئت داوری جشنواره بین‌المللی دانشجویان سراسر کشور -تهران ۱۳۸۸
- عضو هیئت انتخاب و داوری نسل نو ۱۳۸۸
- عضو هیئت داوری در انتظار صبح ۱۳۷۸ و ۱۳۸۸
- عضو هیئت داوری جشنواره امام رضا ۱۳۸۸
- عضو هیئت انتخاب هنر معنوی –فرهنگسرای نیاوران- تیر ۱۳۸۴
- عضو هیئت داوری نمایشگاه دانشجویان سراسر کشور-دانشگاه بوعلی همدان ۱۳۸۳
- عضو هیئت داوری (هنر جدید) موزه هنرهای معاصر تهران/۱۳۸۱–۱۳۸۲
- عضو هیئت برگزاری و انتخاب سومین جایزه هنر معاصر «ویستا» ۱۳۹۷[۹][۱۰]

## جوایز
- ۱۳۸۹ - اثر برگزیده – نمایشگاه موزه فلسطین
- ۱۳۷۸ - برگزیدهٔ اولین نمایشگاه بین‌المللی طراحی معاصر، موزه هنرهای معاصر تهران
- ۱۳۸۵ - دیپلم افتخار ترینال پاریس